# دينيس جي لويس
دينيس دي لويس (بالإنجليزية: Denice D. Lewis)‏ من مواليد 28 نوفمبر 1960 هي عارضة أزياء وممثلة وفنانة أمريكية.

## مشوارها وظيفي
بدأت مسيرتها المهنية في عرض الأزياء. عادت لويس إلى أمريكا لمواصلة دراسة الفنون البصرية في هوليوود بما ذلك التصوير الفوتوغرافي، والرسم الفني، وصناعة الأفلام. ظهرت كممثلة في عدة أفلام والبرامج التلفزيونية. خلال فترة توقف عن الحياة العامة أصبحت لويس فنانًة انطباعية تجريديًا في لوس أنجلوس متخصصة في اللوحات التذكارية التي يختلط فيها رماد المتوفى بالصباغ.

## روابط خارجية
- دينيس جي لويس على موقع IMDb (الإنجليزية)
- دينيس جي لويس على موقع ألو سيني (الفرنسية)
- دينيس جي لويس على موقع قاعدة بيانات الأفلام السويدية (السويدية)
- دينيس جي لويس على موقع كينوبويسك (الروسية)